# 寇河
寇河，古称瞻河、沽源河，位于中华人民共和国辽宁省北部的一条河流，是清河右岸支流，因该河常常陡涨陡落，洪水过后如贼寇洗劫而得名。寇河发源于西丰县振兴镇枫树村河源屯老爷岭西北，蜿蜒向西北流经振兴镇、诚信水库、更刻镇，于县城西丰镇折向西，经郜家店镇，过郜家店镇河崴村后进入开原市，转西南流，经威远堡镇，过城东镇开原站村后成为开原市与铁岭市清河区之间的界河，最后于开原市老城街道东南汇入清河。河流全长118千米，流域面积1551.6平方千米，河道平均比降3.9‰，年均径流量3.755亿立方米。流域内富森林资源，河源处建有冰砬山国家森林公园。